# Themiste variospinosa
Themiste variospinosa är en stjärnmaskart som beskrevs av Edmonds 1980. Themiste variospinosa ingår i släktet Themiste och familjen Themistidae. Inga underarter finns listade i Catalogue of Life.